# Фьодор Чалов
Фьодор Чалов (на руски: Фёдор Чалов) е руски футболист, нападател. Играе за ПАОК. Брат му Данаил също е футболист, като играе като десен защитник за няколко клуба в Русия.

## Клубна кариера
Тренира в школата на ЦСКА (Москва) от 8-годишен. През 2015 г. по време на лятното първенство на Москва в мач с юношите на Спартак (Москва) вкарва 5 попадения, а младите „армейците“ печелят мача с 6:2. В различните юношески гарнитури Чалов има над 100 гола с екипа на „червено-сините“.
От 2015 г. е част от младежкия тим, където под ръководството на Александър Гришин израства в един от най-обещаващите играчи на „армейците“. През сезон 2015/16 записва 14 мача и вкарва 8 гола за втория тим на армейците. Чалов изгражда успешно партньорство с Тимур Жамалетдинов, като и двамата стават част от първия тим през сезон 2016/17. На 1 ноември 2016 г. вкарва 4 гола във вратата на Монако в юношеската Шампионска лига при победата на „армейците“ с 5:0.
Първия си мач за мъжкия отбор записва в 1/16-финала за Купата на Русия срещу Енисей Красноярск. В края на годината Чалов започва да е налаган в стартовия състав поради слабата форма на Ласина Траоре. На 18 ноември 2016 г. за първи път е в стартовия състав на ЦСКА, а първия си гол вкарва във вратата на Урал в мач от 17-и кръг.
С пристигането на треньора Виктор Гончаренко Чалов остава резерва на Алексей Йонов и Витиньо, но в края на сезона Фьодор печели доверието на беларусина и вкарва 4 гола в последните 4 кръга на Премиер лигата. През 2016/17 нападателят е избран за най-добър млад играч в руската Премиер лига и получава наградата „Надежда“.
Сезон 2017/18 започва нестабилно за Чалов, като през първия полусезон Гончаренко предпочита да пуска опорния халф Понтус Вернблум на върха на атаката. Все пак към края на сезон Фьодор влиза във форма и на 12 април 2018 г. вкарва първия си гол в евротурнирите – при равенството с Арсенал 2:2 в 1/4-финалите на Лига Европа. Седмица по-късно се разписва на два пъти срещу Амкар Перм, а на 6 май 2018 г. отбелязва хеттрик за едно полувреме във вратата на Арсенал Тула.
През лятото на 2018 г. тимът е значително подмладен и Чалов става един от лидерите на ЦСКА. В групите на Шампионската лига се разписва на два пъти – срещу Виктория (Пилзен) (2:2) и срещу Реал Мадрид (3:0). Въпреки това ЦСКА не успява да прескочи груповия етап. В шампионата отборът се представя силно през първия полусезон, но в пролетния дял показва колеблива игра и завършва на 4-то място. Нападателят става жизненоважен за ЦСКА и става голмайстор на лигата с 15 гола, като записва и 7 асистенции.
В следващите сезони обаче резултатността на Чалов спада. Интерес към него проявява английският Кристъл Палас, но ЦСКА отказва офертата на отбора от Висшата лига. През февруари 2022 г. преминава под наем в швейцарския Базел. На 3 март вкарва първите си два гола в швейцарската Суперлига във вратата на Санкт Гален. Общо записва 14 мача и 4 гола в шампионата на Швейцария.
През лятото на 2022 г. се завръща в ЦСКА.

## Национален отбор
През 2015 г. играе за юношеския национален отбор на Русия до 17 г. на световното първенство в Чили, където вкарва 3 гола. От 2017 г. играе за младежкия национален отбор на Русия.
Дебютира за мъжкия национален отбор през март 2019 г. в мач срещу Белгия.

## Успехи

### Клубни
- Суперкупа на Русия – 2018

### Индивидуални
- Най-добър млад футболист в РПЛ – 2016/17
- Футболист на месеца в РПЛ – април-май 2018, октомври 2018, май 2019
- Голмайстор на РПЛ – 2018/19